# In the Arms of Devastation
In the Arms of Devastation è l'ottavo album del gruppo death metal canadese Kataklysm pubblicato nel 2006 dalla Nuclear Blast.
Dell'album è stata pubblicata anche una versione limitata a 5 000 copie contenente il DVD bonus "Live a Strasburgo" e i videoclip di "Crippled and Broken" e "To Reign Again".
Nella canzone "The Road to Devastation" compaiono in qualità di ospiti Tim Roth e Rob Doherty degli Into Eternity, in "It Turns to Rust" compare la cantante delle Kittie Morgan Lander.

## Tracce
1. Like Angels Weeping (The Dark) - 4:27
2. Let Them Burn - 3:20
3. Crippled and Broken - 4:33
4. To Reign Again - 4:26
5. It Turns to Rust - 4:05
6. Open Scars - 4:06
7. Temptation's Nest - 3:47
8. In Words of Desperation - 5:10
9. The Road to Devastation - 7:14

## Formazione
- Maurizio Iacono – voce
- Jean-François Dagenais – chitarra
- Stephane Barbe – basso
- Max Duhamel – batteria